# Komiža
Komiža [kɔ̌miʒa] és una població costanera croata situada a la costa occidental de l'illa de Vis, a la part central del mar Adriàtic. L'any 2011, el nucli de Komiža tenia 1.397 habitants mentre que tot el municipi comptava amb 1.526 residents.
Komiža es troba al peu del turó Hum (587 m). La ciutat té un clima mediterrani. L'economia es basa en l’agricultura, l'elaboració del vi, la pesca i la processament del peix, la mar i, en els darrers temps, el turisme. Els pescadors són coneguts pels seus vaixells Falkuša.
Komiža té dues carreteres que la connecten amb la ciutat de Vis, l'única ciutat que està connectada amb Split per línia de ferri. Són la carretera estatal D117 i una carretera regional.